# محمد عبد الجابر
محمد العبد محمد الجابر (وُلد في 2 أبريل 1941 في كفر جمال – تُوفي في 29 يونيو 2009 في عمّان) دبلوماسي فلسطيني، كان سفيرًا لدولة فلسطين لدى الكويت حتى وفاته أثناء إجراءه عملية جراحية.